# Anthochlamys tjanschanica
Anthochlamys tjanschanica là loài thực vật có hoa thuộc họ Dền. Loài này được Iljin ex Aellen mô tả khoa học đầu tiên năm 1950.